# Bronte Barratt
Bronte Amelia Arnold Barratt, född 8 februari 1989 i Brisbane, är en australisk simmare.
Barratt blev olympisk guldmedaljör på 4 × 200 meter frisim vid sommarspelen 2008 i Peking.